# Adelotremus
Genre
Adelotremus est un genre de poissons marins de la sous-famille des Blenniinae (famille des Blenniidae).

## Liste des espèces
Selon World Register of Marine Species (26 janvier 2025) :
- Adelotremus deloachi Smith-Vaniz, 2017
- Adelotremus leptus Smith-Vaniz & Rose, 2012

## Systématique
Le nom valide complet (avec auteur) de ce taxon est Adelotremus Smith-Vaniz (d) & Rose (d), 2012,.

### Étymologie
Le nom générique, Adelotremus, dérive de la combinaison en grec ancien de ἄδηλος (ádêlos), « invisible, caché », et τρῆμα (trễma), « trou », et fait référence à l'espèce Adelotremus leptus découverte cachée dans un tube calcaire de vers polychètes.

### Publication originale
- (en) William F. Smith-Vaniz et Jean Michel Rose, « Adelotremus leptus, a new genus and species of sabertooth blenny from the Red Sea (Teleostei: Blenniidae: Nemophini) », Zootaxa, Magnolia Press (d), vol. 3249, no 1,‎ 28 mars 2012, p. 39-46 (ISSN 1175-5334 et 1175-5326, OCLC 49030618, DOI 10.11646/ZOOTAXA.3249.1.4, lire en ligne).